# Alpamare (Bad Tölz)
Koordinaten: 47° 45′ 31″ N, 11° 32′ 56″ O
Das Alpamare im oberbayerischen Bad Tölz wurde 1970 als erstes Brandungswellenbad Deutschlands gegründet und zum 30. August 2015 geschlossen. Mit bis zu 500.000 Besuchern pro Jahr war das Bad für Jahre eines der größten Spaß- und Erlebnisbäder Deutschlands und war als Mischung aus Wasserpark nach amerikanischem Vorbild (Action) und europäischer Therme (Ruhe, Entspannung) konzipiert.
1977 wurde ein Schwesterbad gleichen Namens in Pfäffikon (Schweiz) gegründet. 1999 wurde dieses an eine spanische Unternehmensgruppe verkauft. Es fand weiterhin eine Kooperation zwischen beiden Bädern statt. Seit 2016 gibt es ein weiteres Alpamare in Scarborough, UK.

## Geschichte
Das Heilwasser aus den Quellen der 1860 gegründeten Jodquellen AG (kurz Jod AG) war Voraussetzung für den Aufstieg von Tölz zu einem überregional bekannten Kurort. 1930 wurde vom damaligen Jodquellen-Chef Anton Hoefter in Bad Tölz die größte Wandelhalle Europas mit 120 m Länge errichtet.
Am 1. Januar 1965 übernahm Max Hoefter die Geschicke der Jod AG. Während sich andere Tourismusorte in der Blütezeit der Sozialkuren wenig Sorgen um die Zukunft machten, war Hoefter zunehmend unzufrieden mit dem vom klassischen Kurgast dominierten Bild von Bad Tölz und suchte nach neuen Konzepten für junge Touristen und gründete als Folge daraus 1970 das Alpamare.
Seit dem Jahr 2004 ist Anton Hoefter, der Enkel des Gründers, Vorstandsvorsitzender der Jodquellen AG.
Anfang 2005 wurden Pläne für ein Thermalbad, das Mediterana, auf Gut Buchberg in der Nachbarstadt Geretsried bekannt. Letztendlich wurden die Pläne verworfen. Ende 2007 wurde mit dem „Spaladin“ ein weiterer Entwurf für ein Bad im Nachbarort vorgelegt. Gemäß Pressebericht vom 13. Januar 2013 sei jedoch „ein Baubeginn realistischer Weise nicht mehr zu erwarten.“
Aufgrund sinkender Besucherzahlen entwickelte die Jod AG Anfang 2009 das Konzept der „Tölzer Quellen“, die durch Umbauten mehr Publikum anziehen sollten. Das Projekt wurde allerdings nicht umgesetzt. Eine erhoffte finanzielle Unterstützung des Projekts durch die Stadt wurde Ende 2009 abgelehnt. Mitte 2013 beschloss der Stadtrat, die Möglichkeiten einer Finanzierung und ein neues Konzept, das den Umbau zum reinen Wellnessbad (ohne Rutschen) vorsah, erneut zu prüfen. Während der Verhandlungen zwischen Stadt und Jod AG gab es Gerüchte über eine mögliche Schließung des Bads. Die Verhandlungen scheiterten, woraufhin im März 2014 ein Bürgerbegehren initiiert wurde, mit dem Ziel, die Stadt zu Investitionen in das Alpamare zu bewegen. Das nötige Quorum für einen Bürgerentscheid wurde zwar erreicht, ein solcher wurde aber vom Stadtrat aus rechtlichen Gründen nicht zugelassen.
Im Juni 2014 wurde verfügt, dass ein Bebauungsplan für das Areal, in dem sich auch das Alpamare befindet, zu erarbeiten ist, und eine Veränderungssperre verhängt, sodass in näherer Zukunft nicht mit Umbauten zu rechnen ist. Am 15. Juli 2014 wurde bekannt, dass das zum Bad gehörende Hotel Jodquellenhof nach 125 Jahren Betrieb Ende November geschlossen wird, da eine Entwicklungsperspektive fehle und anstehende Sanierungsarbeiten am Gebäude, das ab Mitte des 19. Jahrhunderts errichtet wurde, nicht mehr rentabel seien.
Nachdem das Hotel Jodquellenhof am 4. Dezember 2014 endgültig geschlossen wurde, ereilte das Alpamare am 30. August 2015 das gleiche Schicksal. Ob für das Areal Wohnbebauung zugelassen wird, ist noch in der Diskussion.
Von Februar 2015 bis Mai 2017 waren das ehemalige Hotel und dann auch das ehemalige Bad an den Landkreis Bad Tölz vermietet, zur Unterbringung von Asylsuchenden. Seit 2018 sind Teilbereiche des Jodquellenhofs als preisgünstiges Hostel wieder geöffnet, Zielgruppe sind nun vor allem Monteure und Handwerker.

## Kennzahlen
Betreiber des Alpamare war die Alpabob GmbH & Co KG, eine Tochter der Jodquellen AG. Die Gesamtfläche des Erlebnisbades betrug 10.000 m², darunter 2.100 m² Wasserfläche. Das Alpamare beschäftigte rund 40 Mitarbeiter und verzeichnete etwa 200.000 Besucher pro Jahr.
Das Alpamare war seit 1997 als erstes Erlebnisbad Europas nach DIN EN ISO 9001 für Reinigung und Hygiene zertifiziert.
Die Stadt Bad Tölz hält einen Anteil von 29 % an den Aktien der Jod AG.

## Angebot und Attraktionen
Das Alpamare bot die für ein Erlebnisbad üblichen Möglichkeiten, ergänzt um Angebote mit Thermencharakter. Es gab ein Brandungswellenbad, beheizte Freibecken, ein Jodsolethermalbad, Sauna, Solarien und ein Dampfbad. Zum Bad gehörte das Restaurant Bel’mare und das direkt an das Alpamare angeschlossene Hotel Jodquellenhof (ebenfalls eine Tochter der Jodquellen AG).
Das Alpamare war insbesondere bekannt für seine Rutschenlandschaft, die bis zur Eröffnung des GALAXY der Therme Erding im Mai 2007 die größte Deutschlands und die größte gedeckte (in einem Gebäude) Europas war. Die sieben verschiedenen Rutschbahnen waren insgesamt einen Kilometer lang, die längste davon 330 m. Bei der Entwicklung von Rutschanlagen wurde insbesondere im Bereich der Thematisierung mit dem Schweizer Schwesterbad in Pfäffikon zusammengearbeitet.
In Europa einzigartig war die Indoor-Surfanlage Endless Peak. Sie war die erste fest installierte Indoor-Surfanlage der Welt und war bis zuletzt eine von nur zwei Anlagen dieser Art in Deutschland. Gesurft wurde auf Bodyboards und Stand-Up-Boards im Liegen, Knien und Stehen. Regelmäßig fanden Surfturniere statt.
Die Jodsole-Therme, ein 200 m² großes und 34 °C warmes Außenbecken, wurde seit Juli 2007 mit Wasser aus einer natürlichen Tölzer Jodquelle betrieben. Unter dem Motto Grüne Energie sollten die Gäste Energie tanken. Das Wasser sollte, nach Aussage der Betreiber, die Ausschüttung von Stresshormonen reduzieren, Gelenkbeschwerden lindern und erhöhten Blutdruck und Cholesterinspiegel senken.

## Auszeichnungen
Im April 2006 wurde das Alpamare mit dem Parkscout Award 2005/2006 als bestes Erlebnisbad ausgezeichnet.
„Für seine Pionierleistungen und Innovationsführerschaft bei Freizeitbädern“, wie es in der Begründung heißt, wurde das Alpamare im Oktober 2007 mit dem Industry Leadership Award der World Waterpark Association ausgezeichnet.

## Filmaufnahmen
Für mehrere Folgen der Krimi-Serie Der Bulle von Tölz wurden Szenen im Alpamare gedreht. 2018 wurden Szenen des Films Unheimlich perfekte Freunde im Alpamare gedreht.